# Старый Самбор
Ста́рый Са́мбор (укр. Стари́й Са́мбір) — город в Самборском районе Львовской области Украины. Административный центр Старосамборской городской общины. Расположен в верховьях Днестра.
В черте города находится одноимённая железнодорожная станция на линии Самбор—Чоп. В состав Старого Самбора сейчас входят Посада Горишняя, Посада Долишняя и Смильница, которая впервые упоминается, как отдельное село, в 1378 году.
Территория Старого Самбора была заселена в период Киевской Руси, о чём свидетельствует могильник, исследованный в 1946 году.

## Население
По данным переписи 2001 года, украинцы составляли 98,59 % населения Старого Самбора.

### Языковой состав
Родной язык населения по данным переписи 2001 года:
| Язык       | Численность, чел. | Доля     |
| ---------- | ----------------- | -------- |
| Украинский | 5 554             | 99,13 %  |
| Другое     | 49                | 0,87 %   |
| Итого      | 5 603             | 100,00 % |

Украинский язык является основным и единственным официальным языком города.

## История
Населённый пункт под названием Самбор возник в период Киевской Руси (1071 г.) и входил в состав Галицкого, а с 1199 года — Галицко-Волынского княжества. Во время монголо-татарского нашествия он был разрушен захватчиками, после чего часть его жителей переселилась в посад Погонич. За последним постепенно закрепилось название Новый Самбор, а позднее Самбор, а старый населённый пункт получил название Старый Самбор, или Старый Город (укр. Старе Місто).
В Старом Самборе находилась резиденция галицкого князя Льва Данииловича Галицкого. Он был похоронен в 1301 году в Спасском монастыре, недалеко от города.
Однако информация, касающаяся старосамборской православной церкви, относится к 1303 году.
В источниках имеется упоминание о Старосамборской волости, относящееся к 1375 году.
Старый Самбор являлся значительным церковным центром, на что указывает как существование в XV—XVI вв. перемышльско-самборской епископии, так и сосредоточение вокруг него множества древних монастырей. В 1553 году город получил магдебургское право, хотя по некоторым сведениям привилегия на это право была выдана ему ещё в 1500 году. Мещане же уверяли, что они и раньше пользовались им, но первоначальная привилегия пропала во время татарского нападения в 1498 году.
Евреи появились в Старом Самборе после 1519 г., а в письменных источниках впервые упоминаются в 1544 г. Официальное согласие на постоянное проживание здесь они получили в 1569 г.
В XVI веке построен новый католический костел. В 1668 г. сооружена городская ратуша, одна из старейших в этом краю.
Старый Самбор являлся королевским городом и центром волости, в XV—XVIII вв. входил в состав Перемышльской земли Русского воеводства.
В 1589 году в Старом Самборе насчитывалось 868 жителей. В городе получили развитие ремесло и торговля. В XVI в. здесь существовали резницкий, пекарский, кузнечный, ткацкий, сапожный, портняжный и скорняжный цехи, в которых в 1589 году было 19, а в 1628 году — 43 мастера. В первой половине XVII в. число ремесленных специальностей составляло — 30 . Начиная с XVI в. в Старом Самборе действовали мельница на три жернова, мастерская по производству возов, а в XVII в., кроме того, — две солодовни и пивоварня на три котла. Город являлся довольно крупным торговым центром, где устраивались две ярмарки в год и еженедельно торги. Через него большими гуртами перегоняли скот на продажу в Перемышль и далее на запад — во Вроцлав. С 1579 года Старый Самбор пользовался правом склада гончарной посуды. Тесные экономические связи установились между ним и Карпатской Русью, находившейся под властью венгерских князей. Оттуда привозили в больших количествах вино, фрукты и прочее.
В период восстания Богдана Хмельницкого в 1648 году в Самборских горах, а также в Старом Самборе пыталась найти убежище польская шляхта из Львовской и Жидачовской земель, спасавшаяся от наступления крестьянско-казацкого войска. Однако бежавшие сюда с богатым скарбом шляхтичи встретили враждебное отношение местного населения. Имеются сведения, что 13 октября 1648 года отряд крестьянско-казацкого войска Богдана Хмельницкого под предводительством атамана Капусты осаждали и взяли Старый Самбор, что активизировало борьбу местного населения.
В 1647—1652 гг. Самборское староство охватило опришковско-крестьянское движение, которое возглавил мелкий украинский шляхтич Ян Яворский. Лишь с большими усилиями местной шляхте удалось разгромить его отряд. Воодушевлённые успехами освободительной войны украинского народа, противники унии удерживали в своих руках Старый Самбор и его окрестности ещё в 1650—1651 гг. В мае 1651 года им даже удалось организовать поход на Перемышль. С помощью местного населения они захватили резиденцию перемышльского униатского епископа.
В 1650 году король Ян II Казимир подтверждает привилегии Старого Самбора.
Во второй половине XVII — первой половине XVIII в. вследствие усиления барщинно-фольварочной системы, вызвавшей застой в экономике, и многочисленных войн Старый Самбор постепенно приходит в упадок.
В 1653 году в предместье насчитывалось лишь 34 дома и 12 халуп. Чтобы оживить торговлю, городу в 1659 году было дано право склада купеческих товаров в торговые дни. Прибывшие сюда купцы обязательно должны были выставлять все свои товары на продажу и лишь непроданные могли везти дальше. Об экономическом упадке города свидетельствует большая задолженность мещан шляхте и духовенству. В руки последних за долги переходили их усадьбы.
В 1690 году город серьёзно пострадал от нашествия саранчи, а в 1705 году от эпидемии чумы. В 1753 году епископ Сираковский освящает костел в Старом Самборе. С 1883 по 1835 года в городе отмечаются страшные засухи и пожары.
После первого раздела Польши в 1772 году Старый Самбор в составе Королевства Галиции и Лодомерии отошёл к Австро-Венгрии.
По всей видимости, в XIX веке на окраине Старого Самбора возникает еврейское кладбище, a под конец столетия — синагога. В 1880 г. город насчитывал 3482 жителя.
В 1830 г. построена греко-католическая церковь св. Николая.
В 1890 г. построен новый римо-католический костел. С 1905 г. через город проведены железнодорожные пути, соединившие Ужгород с Самбором.
В 1782—1867 гг. он входил в Самборский округ, а с 1867 года стал центром уезда.
Развиваются ремёсла, особенно, ткацкое. В 1829 году число ткачей здесь достигло около тысячи человек. Изготовленные старосамборскими мастерами полотна, крашенина, пестрядь и тик в значительном количестве вывозились на ярмарку в Броды, а оттуда — в Польшу и Россию.
В 1837 году землетрясение полностью уничтожило город. С этого времени он перестал играть значительную роль в регионе.

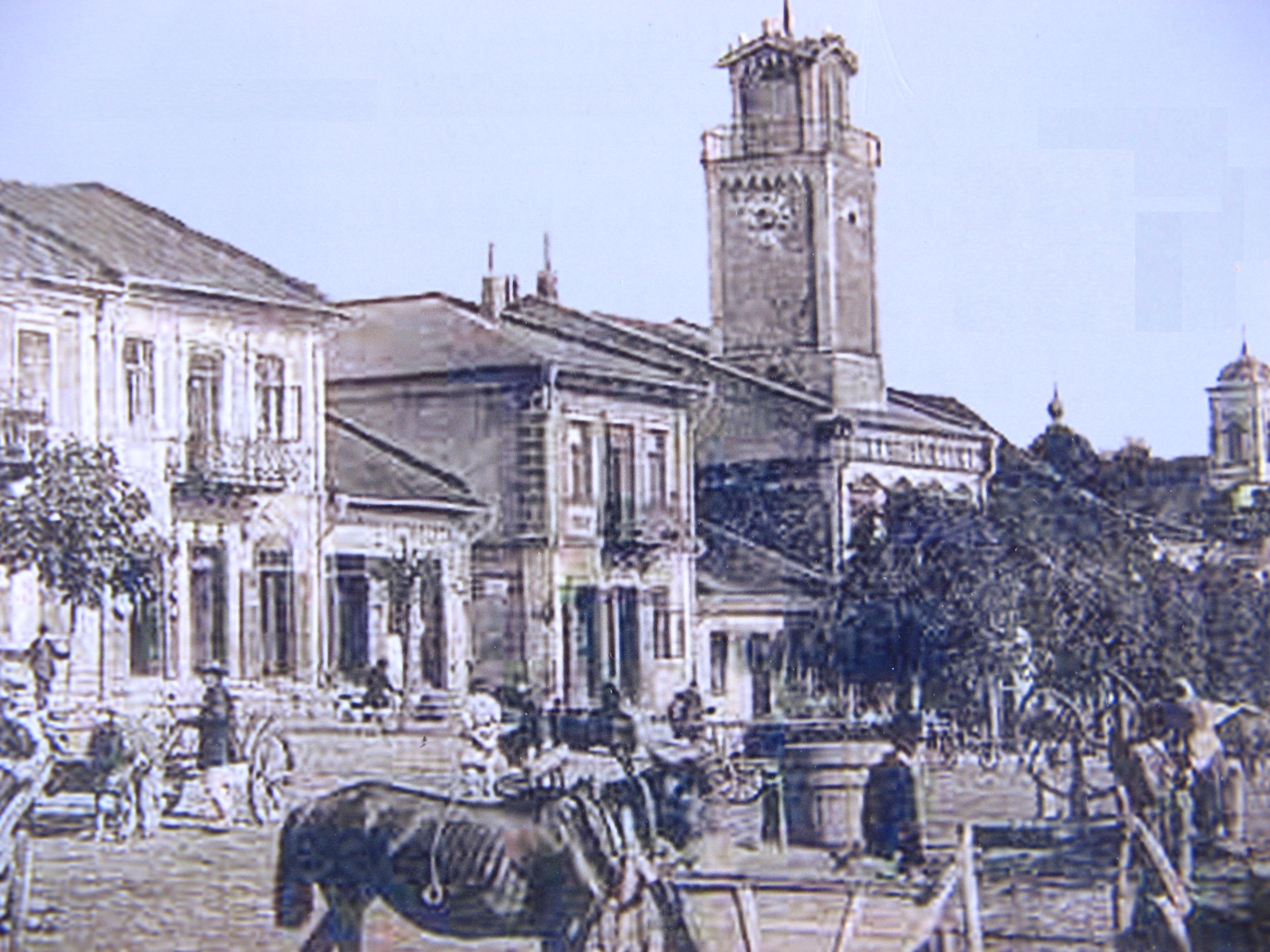
Городская ратуша, 1903

После революции 1848 года и отмены крепостного права промышленность в Старом Самборе развивалась слабо. Из промышленных предприятий в городе имелась крупная мельница. В конце XIX в. здесь появились кредитное общество с капиталом в 2 тыс. злотых, общества сбережений и кредита, уездное инвестиционное общество. В тот период в городе действовали цехи гончаров, бондарей и сапожников. Из ремесел наиболее развитым являлось скорняжное, специализировавшееся на производстве вышитых сардаков для крестьян. На продажу изготовлялись женские чепцы. Гончары производили кафель и черепицу. В собственности мещан в конце XIX века находились 1001 морг пахотной земли, 651 морг пастбищ и 177 моргов леса. Основная масса населения, связанного с сельским хозяйством, разорялась, закладывала свои земельные участки ростовщикам и пополняла ряды пролетариата. Значительные размеры приняла эмиграция, главным образом в Америку. В 1886 году здесь насчитывались 582 дома и 3482 жителя, а в 1892 году— 4083 жителя. В 1870 году в городе закончено строительство железной дороги Самбор — Старый Самбор.
Во время первой мировой войны, в результате Галицийской битвы, русские войска, в конце сентября 1914 года вышли в Карпаты. Старый Самбор был занят частями 8-й русской армии и находился в её руках с осени 1914 г. до начала 1915 г. В районах Турки и Старого Самбора происходили тяжелые бои между русскими и австро-германскими войсками.
В 1920-х годах около 80 % жителей города составляли евреи, 18 % украинцы и 2 % поляки. В связи с разорением большого количества населения города, занятого в сельском хозяйстве, значительных размеров приобретает эмиграция, в основном, в Америку.
Несмотря на всеобщую бедность, в городе было несколько богатых семей, одна из которых — еврейская семья Ламов, имела свою частную синагогу. Она была размещена в их доме в центре города и называлась «Ламовкой». В связи со значительным численным превосходством еврейского населения городскими головами этого города были евреи. Но после того, как в 1919 г. город снова отошел к Польше, власти назначали городским головой поляка.
Город часто горел. Последними большими стали пожары 1912 и 1925 годов. В 1925 г. накануне Судного Дня (Йом Кипур) сгорела половина города, две синагоги. Еврейское население Самбора помогало евреям Старого Самбора продуктами питания и всем необходимым для их восстановления.
В начале 1927 года в Старом Самборе было 93 ремесленника. Тогда же насчитывалось 53 торговых предприятия, действовали торгово-кредитный банк, поветовая инвестиционная касса, кооператив. В 1926—1929 годах в городе постоянно насчитывалось от 195 до 220 безработных.
В 1936 г. в Старом Самборе имелись мельница и паровая лесопилка, а также небольшая электростанция, мебельная мастерская, два кирпичный производства и 6 маслобоек.
В ходе Великой Отечественной войны 30 июня 1941 года был оккупирован немецкими войсками. В первые же месяцы оккупации было уничтожено почти всё еврейское население (2300 чел.), спаслось лишь 15 человек.
Освобождён 8 августа 1944 года войсками 4-го Украинского фронта в ходе Львовско-Сандомирской операции:
- 1-я гвардейская армия — часть сил 155-й стрелковой дивизии (полковник Иванчура Иван Маркович) 30-го стрелкового корпуса (генерал-майор Лазько Григорий Семёнович).[6]

В 1948 г. организован колхоз им. Ленина. В 1960 году колхоз реорганизован в совхоз «Старосамборский». В 1966 году совхоз был переименован в «Днестровский» и его центральная усадьба переведена в село Спас. В 1953 г. в городе построен кинотеатр им. Шевченко на 380 мест.
В 1963 заложен единственный в городе сквер.
В 1958 был сооружён памятник В.Ленину и скульптура «Мать-героиня», в 1959 году памятник воинам, погибшим при освобождении города во время Великой Отечественной войны.
Позднее в центре города был поставлен памятник работникам партийно — комсомольского актива города и района, погибшим от рук ОУН-овцев.
В 1990-е годы памятники были демонтированы, а могила Героя Советского Союза старшины В. И. Козакова перенесена на городское кладбище. В 2000 году на этом же месте сооружен символический крест в честь 2000-летия от рождества Христова. Недавно установлен памятник Степану Бандере.

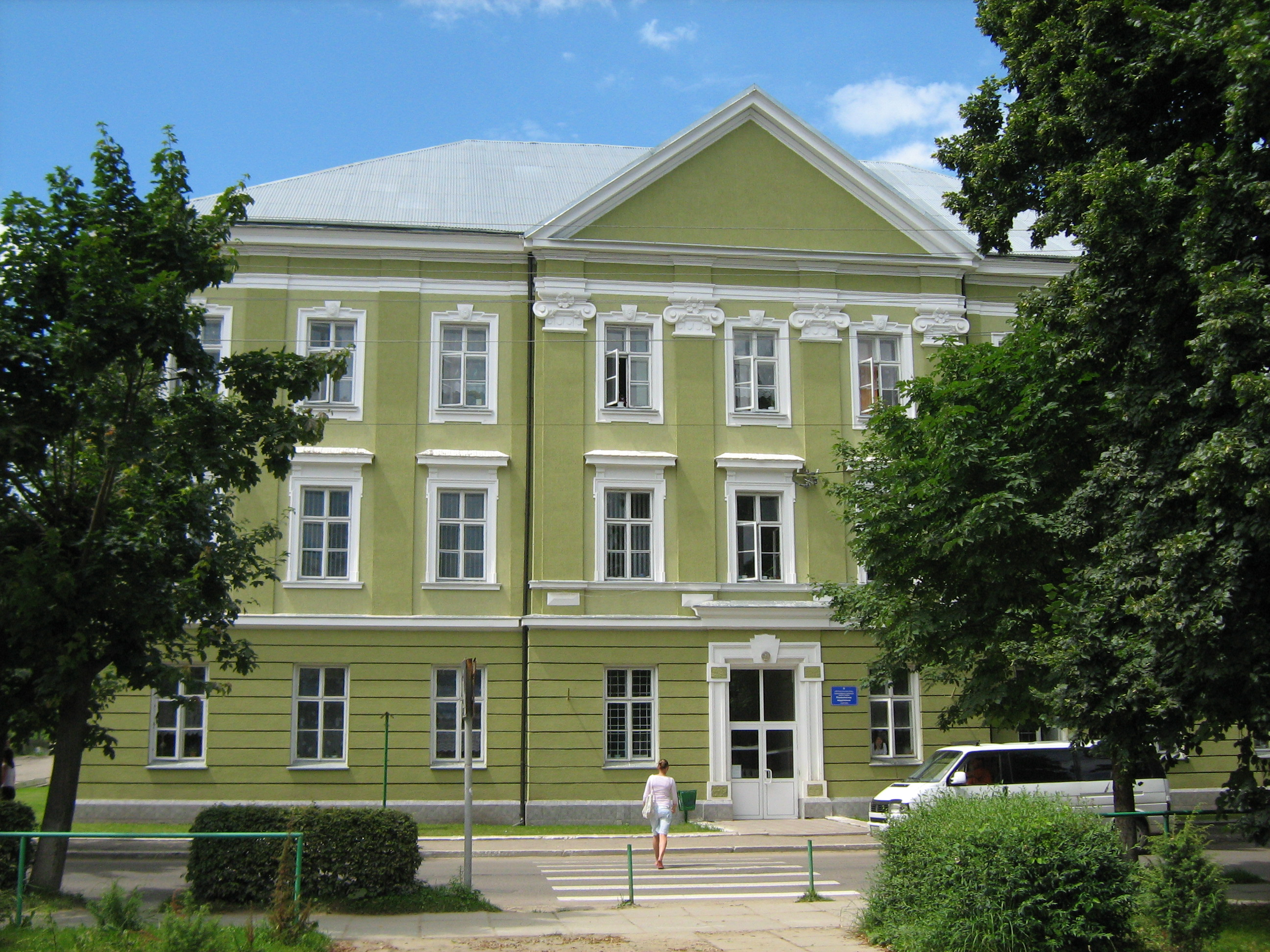
Поликлиника
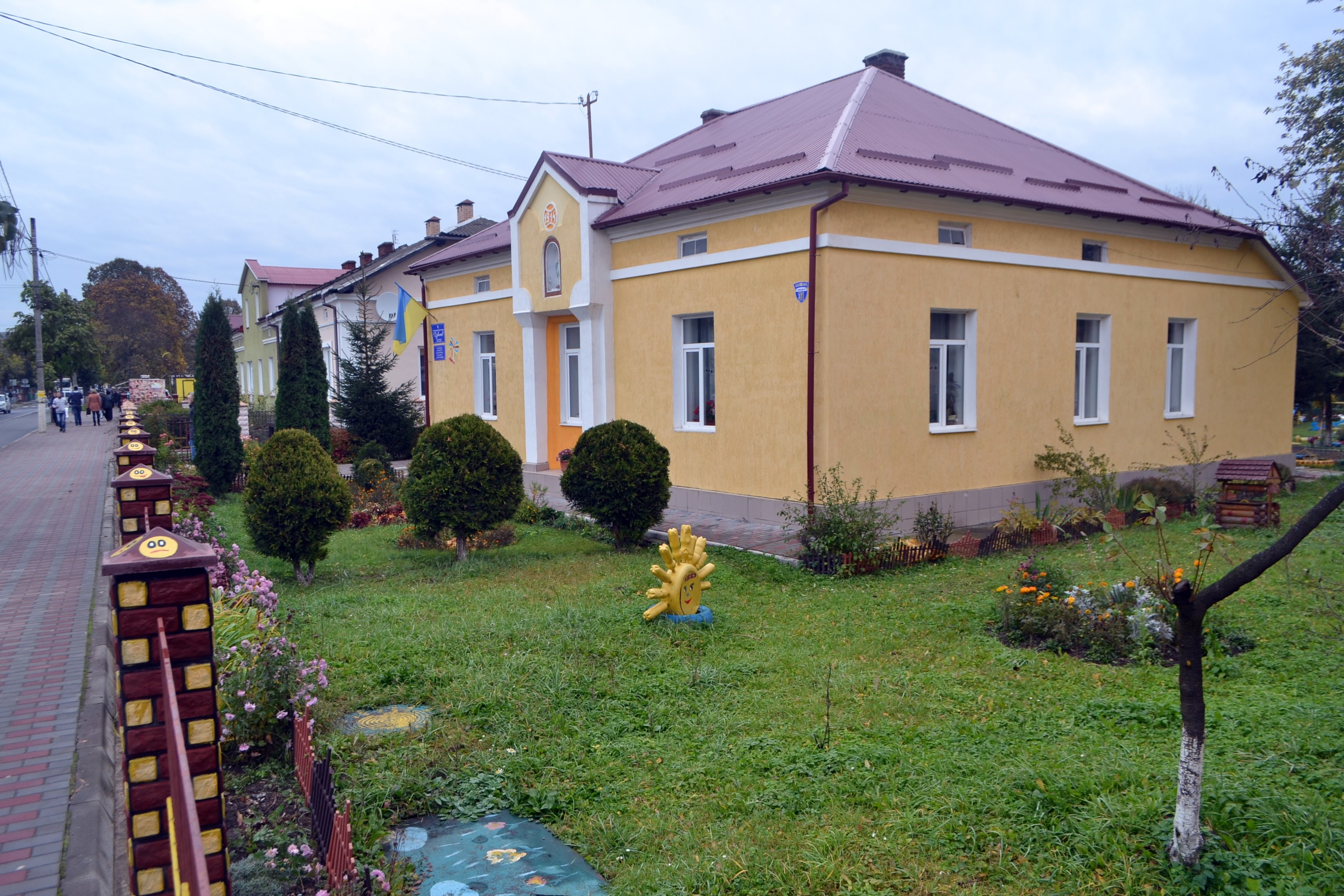
Городская улица
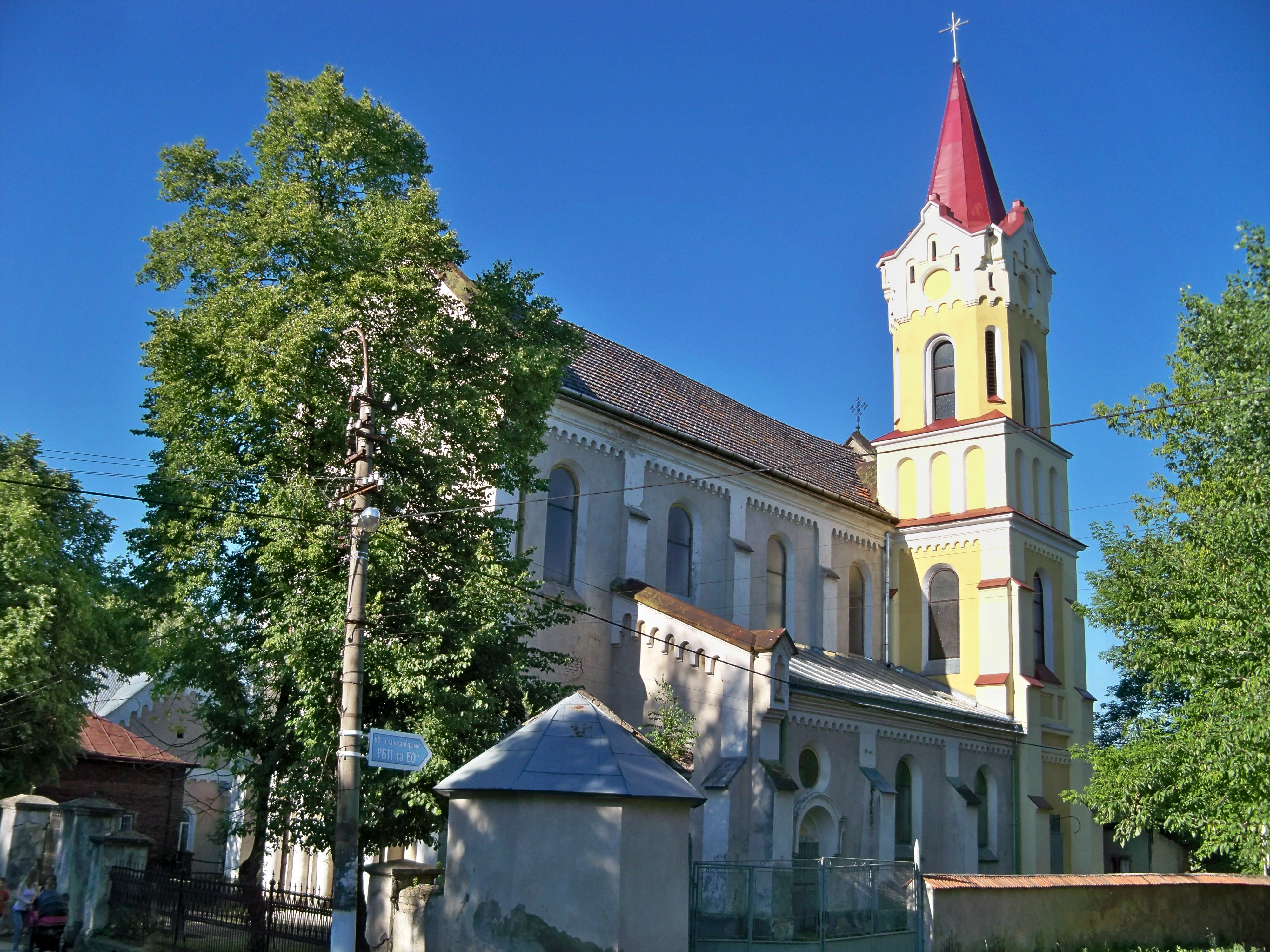
Костел
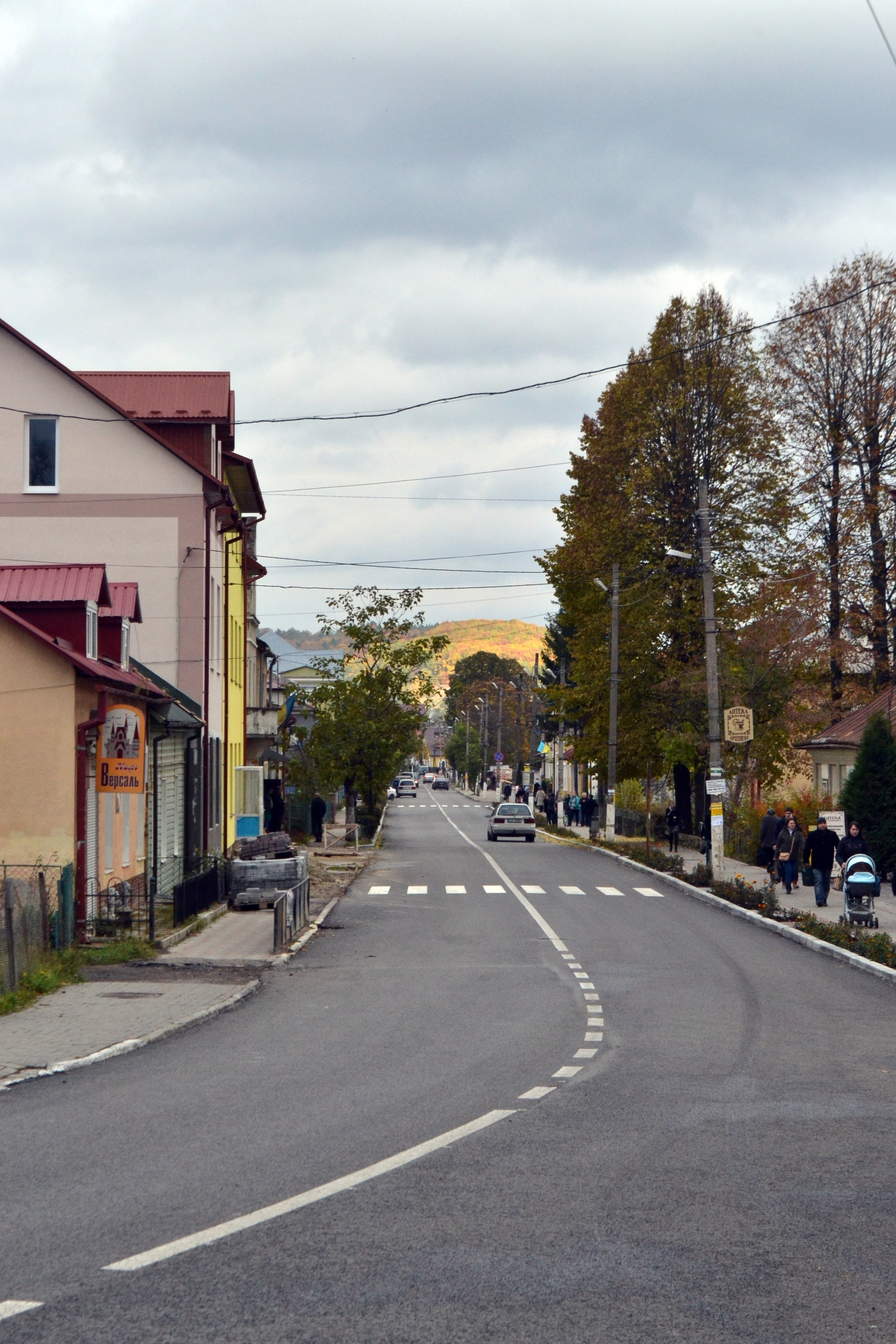
Городская улица
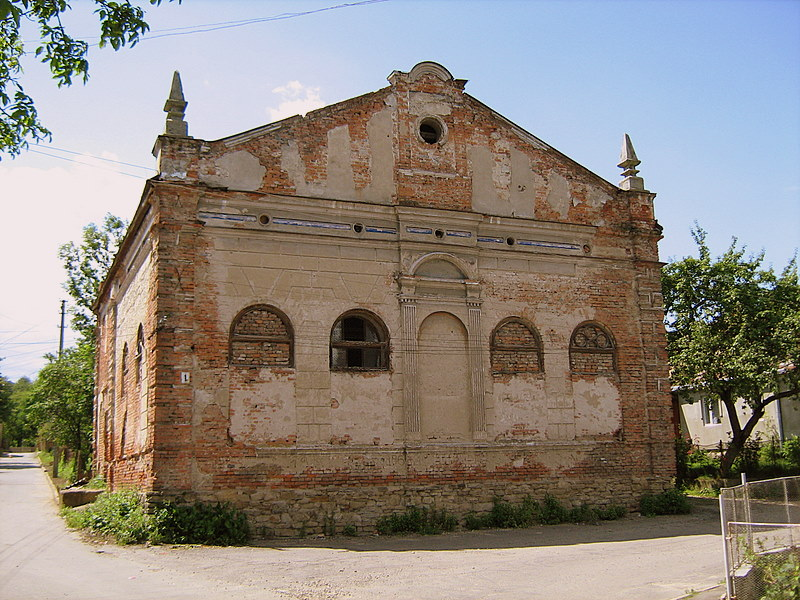
Синагога в Старом Самборе
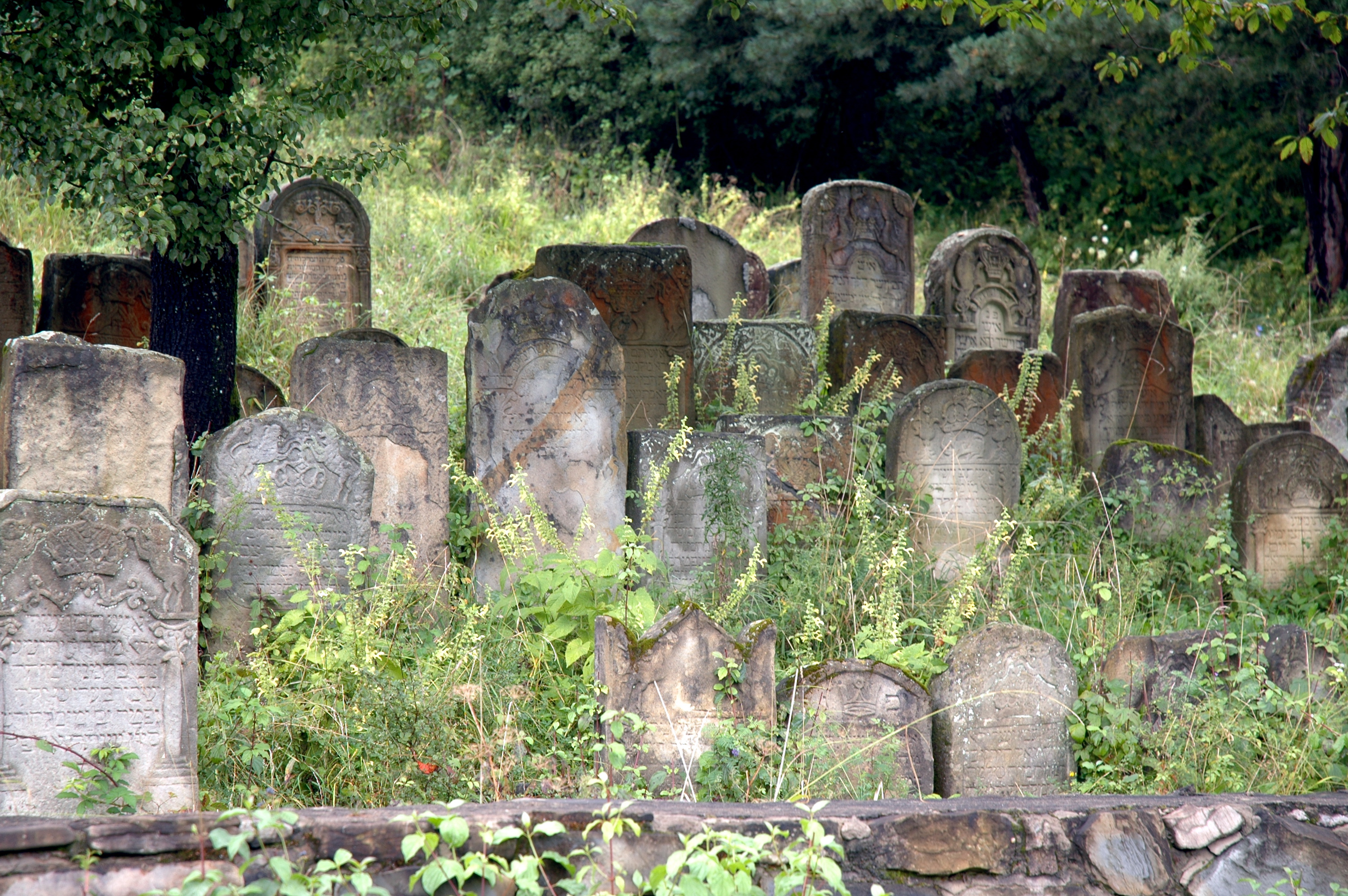
Еврейское кладбище в Старом Самборе

В Старом Самборе сохранилось еврейское кладбище, основанное в XVI в., расположенное к югу от города, справа от трассы на г. Турка. В 1998—2001-х годах оно было отреставрировано на средства местного уроженца Дж. Гартнера.
В 2016 году на холмистых окрестностях Старого Самбора начала работу вторая очередь самой мощной в западном регионе Украинских Карпат ветроэлектростанции «Старый Самбор-1». Первая очередь электростанции, включающая в себя две ветровые турбины, была введена в эксплуатацию в 2015 году и имела мощность 6,6 МВт. Ввод ещё двух ветряков позволил довести мощность до 13,20 МВт. ВЭС «Старый Самбор-2» имеет мощность 20,7 МВт.

## Персоналии
- Болдин, Валерий Геннадьевич (род. 1946) — музыкант, контрабасист, скрипичный мастер, преподаватель Новосибирской консерватории. Родился в Старом Самборе.
- Риччи, Леон Казимир (1856—1933) — староста, бывший маршалок (спикер) старосамборского повята, почётный гражданин Старого Самбора.
- Миколай Зибликевич (1823—1887) — президент Кракова, председатель Галицкого краевого сейма.